# 39 파운드 오브 러브
《39 파운드 오브 러브》(39 Pounds Of Love)는 미국에서 제작된 다니 멘킨 감독의 2005년 다큐멘터리 영화이다. 에이미 앤킬리위츠 등이 주연으로 출연하였고 다니엘 J. 찰펜 등이 제작에 참여하였다.
39 파운드 오브 러브는 2005년 4월 5일 공식 개봉되었으며 2009년 10월 6일 DVD로 재출시되었다.

## 출연

### 주연
- 에이미 앤킬리위츠

## 기타
- 공동제작: 일런 하이트너
- 협력프로듀서: 킴 피쉬맨